# Aéroport de La Chorrera
L’aéroport de La Chorrera (code IATA : LCR) est un aéroport régional situé à environ un kilomètre au sud-ouest de la localité de La Chorrera — un corregimiento départemental — dans le département d’Amazonas, en Colombie. Implanté près du quebrada San Rafael, il est situé sur la rive droite (sud) de la rivière Igara Paraná — faisant partie du bassin amazonien — un affluent de la rivière Putumayo (celui-ci étant un sous-affluent de l'Amazone par la rivière Solimões). Le centre de La Chorrera est sur la rive gauche (nord).

## Activité
Le trafic aéroportuaire est modeste (en 2008, 59 mouvements de charge et 2 491 passagers) mais la présence de cette infrastructure est essentielle pour la population locale, isolée au sein de la forêt amazonienne.

## Situation
| \| 20 km1:4 119 000 \| Acandí Apartadó / Carepa Araracuara Arauca Armenia Bahía Solano Barrancabermeja Barranquilla / Soledad Bogota Bucaramanga · Lebrija Buenaventura Cali Carthagène · des Indes Corozal Cúcuta Florencia Guapi Ibagué Ipiales · Aldana La Chorrera La Pedrera Leticia Maicao Manizales Medellín Medellín O. H. Mitú Montería Neiva Nuquí Ocaña Pereira Popayán Providencia Puerto · Asís Puerto · Carreño Quibdó Riohacha San Andrés San José · del Guaviare San Juan · de Pasto San Vicente · del Caguán Santa Marta Saravena Tame Tumaco Valledupar Villavicencio Yopal |
| 20 km1:4 119 000 |

## Compagnie aérienne et destinations
| Compagnies | Destinations                        |
| ---------- | ----------------------------------- |
| SATENA     | Araracuara, Leticia-A. Vásquez-Cobo |

Edité le 16/12/2023